# Анніта Деметріу
Анніта Деметріу (грец . Αννίτα Δημητρίου; нар. 18 жовтня 1985) — кіпрська політикиня, яка з червня 2021 року обіймала посаду спікерки Палати представників на Кіпрі. Вона перша жінка і наймолодша особа, яка виконала цю роль.

## Молоді роки і освіта
Деметріу народилася 18 жовтня 1985 року в селі Труллі округу Ларнака. У 2007 році вона закінчила Кіпрський університет зі ступенем соціальних і політичних наук, а також ступінь магістерки з міжнародних відносин і європейських досліджень в Кентському університеті.

## Кар'єра
Деметріу працювала в Університеті Кіпру спеціалістуою зі зв'язків з громадськістю та викладачкою міжнародних відносин. Була членом Спеціальної асоціації на Столичному ТБ, вела Центральний випуск новин.
Деметріу є членом консервативної партії «Демократичне об'єднання» (DISY). З 2012 по 2016 рікВона була членом ради громади Трулуа і була першою жінкою в раді. У 2016 році вона вперше балотувалася на виборах до парламенту, і спочатку була вилучена зі списку потенційних кандидатів, оскільки речник партії Продромос Продрому заявив, що участь у виборах «не конкурс краси». Усписку її відновили після тиску з боку членів партії під час усунення демократично обраних кандидатів, і в 2016 році вона була обрана до парламенту як представниця округу Ларнака. Також вона була переобрана в 2021 році.
Деметріу стала заступницею голови парламентського комітету з питань рівних можливостей чоловіків і жінок і парламентського комітету з питань освіти та культури. У 2018 році під час його президентської кампанії Нікоса Анастасіадеса вона була його прес-секретаркою. З лютого 2020 року вона є віце-президенткою DISY. У квітні 2018 року уряд Франції обрав її для участі в Конференції ООН зі зміни клімату 2018 року, а в березні 2020 року вона була спостерігачем Міжнародної програми лідерства відвідувачів на первинних виборах у Сполучених Штатах. У липні 2020 року вона працювала з депутатом від AKEL Скеві Кукумою, щоб прийняти законодавство, яке криміналізує сексизм і дискримінацію щодо жінок.
10 червня 2021 року в другому турі голосування з семи кандидатів Деметріу була обрана спікерклю Палати представників, включно з фаворитом і лідером лівої партії AKEL Андросом Кіпріану за підтримки центристського Демократичного фронту та ультраправої партії ELAM. Вона отримала 25 голосів з 22 необіхдних для другого туру від 56-місного парламенту. Вона була першою і єдиною жінкою-кандидатом, є першою жінкою, а також наймолодшою особою, обраною на цю посаду. У парламенті Кіпру наразі лише вісім жінок, і президент Анастасіадес сказав, що її обрання надіслало «сильний сигнал … усім жінкам Кіпру, усім громадянам Кіпру, що жінки можуть і повинні прагнути до таких посад, тому що вони цього заслуговують». Вона також є першою політикинею DISY на цій посаді, яку зазвичай обіймав член однієї з численних опозиційних партій.
Оскільки посада віце-президента Кіпру залишається вакантною через етнічні розбіжності, спікер займає друге місце в політичній ієрархії країни і традиційно виконує обов'язки виконуючого обов'язки президента, коли президент перебуває за кордоном або недоступний з інших причин. У свій перший тиждень на цій посаді Деметріу скоротила кількість своїх особистих охоронців до 5, порівняно з 8 у її попередника Адамоса Адаму та 15 у його попередника Деметріса Сіллуріса.

## Особисте життя
З 2013 року Деметріу одружена з Андреасом Кіпріану.